# 윌리엄 로런스 브래그
윌리엄 로런스 브래그 경(Sir William Lawrence Bragg, CH, OBE, FRS, 1890년 3월 31일~1971년 7월 1일)은 1915년 아버지 윌리엄 헨리 브래그와 노벨 물리학상을 공동 수상한 영국의 물리학자이다. 브래그 법칙을 만들었다.
그는 1953년 2월 제임스 D. 왓슨과 프랜시스 크릭에 의해 DNA의 구조가 발견될 당시 케임브리지의 케번디시 연구소 소장이었다.

## 경력

### X-선 결정학의 업적
브래그는 결정에서 X선을 이용한 회절에 관한 법칙으로 유명하다. 브래그의 법칙은 X선이 결정의 격자에 의해 회절되는 방법으로부터, 결정 내부의 원자들의 위치를 계산 가능하게 했다. 그는 1912년 케임브리지에서 학생으로 연구를 시작한 첫해에 이것을 발견했다. 그는 그의 생각을 당시 Leeds에서 X선 분광기를 만들고 있던 그의 아버지와 토의하였다. 이 방법은 많은 다른 형태의 결정을 분석 가능하게 했다. 그러나 아버지와 아들의 공동 연구는 사람들에게 아버지가 연구를 제안한 것으로 오해되었고, 이는 아들을 화나게 하곤 했다고 한다.

### 단백질 연구
1948년 그는 단백질 구조에 관심을 갖게 되었고 물리학을 이용하여 생물학의 문제들을 해결하는 그룹을 만드는데 부분적 책임을 맡게 되었다. 그는 케임브리지의 케번디시 연구소에서 그의 후원 아래서 일했던 제임스 D. 왓슨과 프랜시스 크릭을 지원하여, 그들이 1953년 DNA의 구조를 발견하는데 큰 역할을 했다.

## 수상과 서훈
- 1915년 노벨 물리학상, Matteucci Medal
- 1916년 Rumford Medal
- 1918년 대영 제국 훈장 4등급(OBE)
- 1930년 Copley Medal
- 1941년 Knight Bachelor(기사작위) 서임
- 1967년 컴패니언 오브 아너(Order of the Companions of Honour, CH)

## 같이 보기
- 노벨 물리학상 수상자 목록
- 튜브 앨로이스